# Грамматическая школа (Великобритания)
Граммати́ческая шко́ла (англ. grammar school) — английское название основного типа средней школы Европы XVI–XIX веков. В этих школах преподавались латинский и древнегреческий языки, математика и ряд других наук. В Англии этот термин (лат. scolae grammaticales) появился к XIV веку на латыни, которой и обучали в этих школах. В других странах (в частности, в Германии, Российской империи) такие школы называли гимназиями, во Франции их называли лицеями.
В современной Великобритании grammar school — обычная средняя школа, имеющая общее с «классической гимназией» (какой она была в XIX веке) только по названию.

## Grammar Schools в Англии

### Перевод термина
За полтора тысячелетия понятие Grammar School неоднократно переопределялось, подразумевая, на разных исторических этапах развития английской системы народного образования, разные её «конструктивные элементы». Изначально — школы латинской грамоты при монастырях, впоследствии — привилегированные учебные заведения (практический аналог понятию «гимназия»), — в XXI веке «grammar school» практически стало синонимом понятию «средняя школа».
На русский язык термин этот переводился в разные времена по-разному. Недостаток варианта «грамматическая школа» (его использует в том числе В. П. Лапчинская — автор статьи в БСЭ, а также научных работ по народному образованию в Англии) в том, что возникает омоним с грамматической школой как категорией истории лингвистики.

### Ранние школы грамматики
Начиная со Средневековья в школах грамматики в Англии преподавали латынь, а позже и другие классические языки. Хотя до начала XIV века термин scolae grammaticales не использовался, сами школы появляются уже в VI веке — например, King’s School в Кентербери (основана в 597 году), и King’s School в Рочестере (осн. в 604).. Школы эти были прикреплены к храмам и монастырям, обучая латыни — языку Церкви — будущих священников и монахов. Иногда к ним добавлялись и другие предметы, необходимые для богослужения, в том числе музыка и стихосложение (для литургии), астрономия и математика (для изучения церковного календаря) и право (для административных целей).
С открытием первых университетов в конце XII века grammar schools стали вратами к изучению семи свободных искусств (англ. liberal arts), тривиальной предпосылкой чего было знание латыни. Обучение обычно продолжалось до 14-летнего возраста, после чего ученики направлялись в университеты и церкви. Первыми школами, независимыми от церкви были Винчестерский Колледж (основан в 1382) и Итонский колледж (основан в 1440). Они были тесно связаны с университетами, и как образец закрытых пансионов-интернатов (англ. boarding schools) стали национальными по сути. Другим, отличающимся примером ранней grammar school, была школа в Бриднорте, основанная в 1503 цеховой корпорацией этого города.

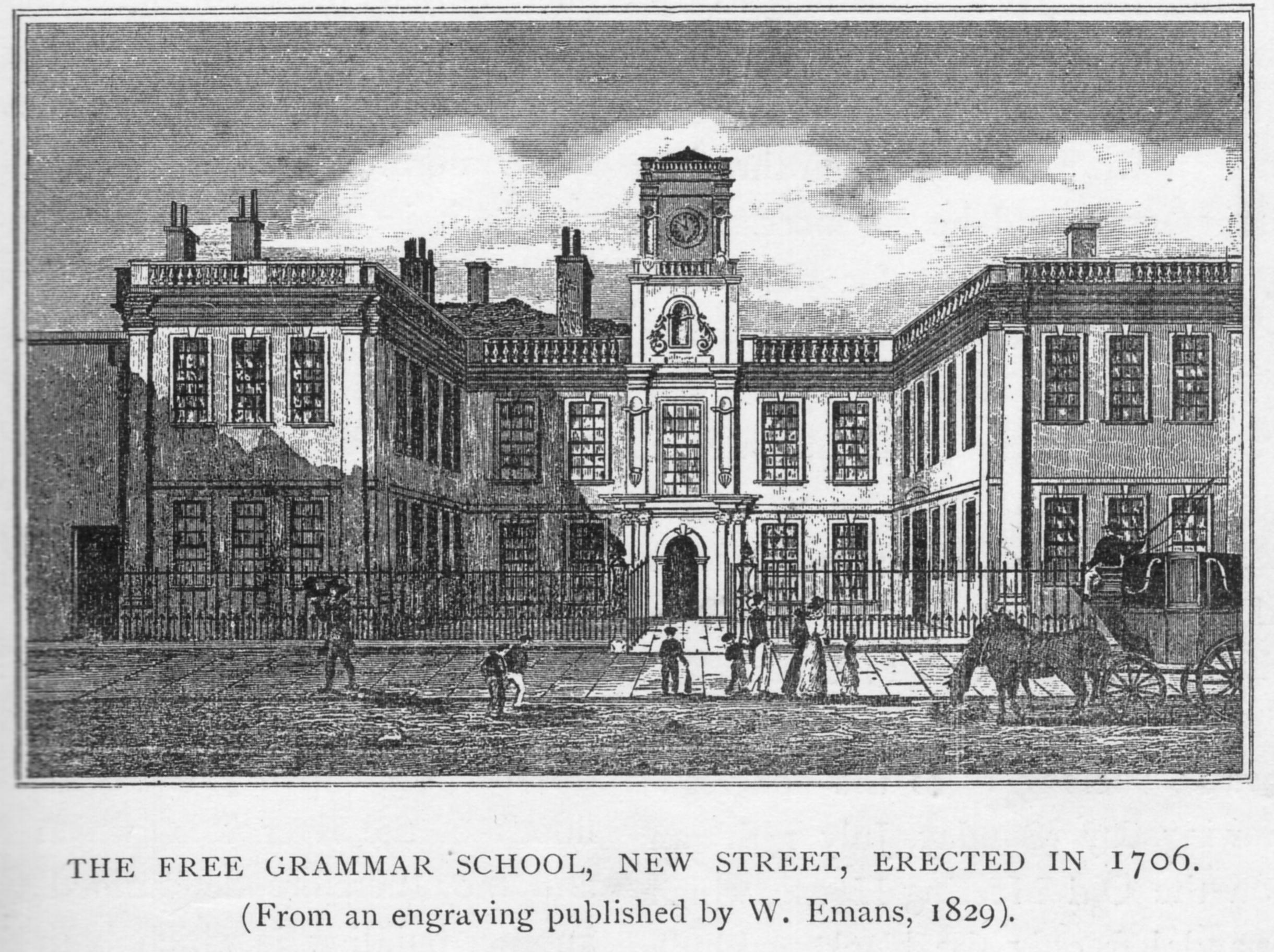
Grammar school в Бирмингеме при её открытии в 1706 г. (гравюра 1829 года).

В годы английской Реформации в XVI веке большинство школ при храмах закрыли, заменив их новыми учреждениями за счёт средств, изымавшихся при закрытии монастырей. Так, старейшие школы Уэльса — Christ College в Бреконе (осн. в 1541) и Школа монахов (англ. Friars School)) в Бангоре (осн. в 1557) — были учреждены на базе прежних доминиканских монастырей. Существенный вклад в развитие grammar schools внёс Король Эдуард VI, в правление которого был основан ряд таких школ (Школа Короля Эдуарда, англ. King Edward’s School). Яков I основал Королевскую школу в ирландском городе Арма (Armagh) и потом ещё ряд «Королевских школ» в Ольстере. Теоретически, двери в эти школы были открыты каждому, предлагая бесплатное обучение тем, кто не мог платить за него. Однако, огромное большинство детей бедняков школы не посещали: их родителям был экономически важнее даровой труд своих детей.
В ходе Реформации в Шотландии такие школы, как Школа церковно-хорового пения при глазговском соборе (основан в 1124) и grammar school при Эдинбургской церкви (основана 1128) были изъяты из ведения церкви с передачей городским советам; впоследствии эти органы самоуправления и сами впоследствии учреждали такие школы вновь.
Уделяя особое внимание изучению священных текстов, после Реформации многие школы добавили в свои программы древнегреческий язык, а некоторые и древнееврейский. Обучению препятствовала нехватка нелатинских шрифтов, а также учителей, владевших этими языками.
На протяжении XVI—XVII веков открытие новой grammar school стало одной из традиционных форм благотворительного акта со стороны представителей дворянства, богатых торговцев и гильдий. В этом ряду можно упомянуть grammar school в Спэлдинге (Spalding), основанную Джоном Гэмлином и Джоном Бланшем в 1588 году, и школу Бланделла (Blundell’s School), основанную в 1604 году богатым купцом Питером Бланделлом Тивертоном. Многие из этих школ, которые дожили до наших дней, ежегодно отмечают в «День основателя» память этих меценатов богослужениями и мемориальными церемониями. Обычно благодеяние основателя заключание в создании им фонда, средства которого шли на оплату учителя, который бесплатно обучал местных детей латыни и, иногда, древнегреческому.
Принцип «учёба от зари до зари» был едва ли не главной методикой зубрения латыни. Чтобы добиться надлежащего уровня владения иностранным языком, некоторые учителя наказывали любого ученика, переходившего в разговоре на родную английскую речь. Изначально дети учили лишь латинские слова, потом их обучали строить предложения, а уже позже — переводить тексты. К концу обучения они были вполне знакомы с великими античными авторами, драмой и риторикой. Развитием же других полезных навыков, таких, как способность к счёту и письму, в этих школах пренебрегали. Это искусство школьники познавали либо когда наставнику уже вовсе было нечем занять учеников, либо от бродячих письмоучителей (travelling scriveners, был в Англии и такой промысел).
Словарь Сэмюэля Джонсона (1755) определяет grammar school как

школу, где (иностранные) языки преподаются через грамматику.
Оригинальный текст (англ.)
a school in which the learned languages are grammatically taught

Но к середине XVIII века спрос на мёртвые языки резко упал. Буржуазия — новый торговый и предпринимательский класс — потребовала преподавания новых языков и вообще коммерческого образования. Большинство grammar school, открытых в XVIII веке, начали преподавать также арифметику и родной (английский) язык.
Но лишь в Шотландии советы городского самоуправления смогли подвести под эти стихийные перемены единую правовую основу. Там пересмотрели и утвердили новую типовую программу, после чего в Шотландии понятие grammar school исчезло как таковое, в любом из рассмотренных выше смыслов. Лишь единицы, такие как Aberdeen Grammar School (в Абердине), сохранили сочетание grammar school в своём названии.
Английскую буржуазию, продавливавшую внедрение предметов коммерческого образования в школьные учебные программы, часто поддерживали заинтересованные опекуны школ, которые взимали плату с новых учеников. Встречное сопротивление им оказали учителя, чьё денежное содержание было оговорено договором о найме, который опекуны изменять не хотели. Лишь немногим школам удалось провести, как это требовалось, соответствующие изменения в своих уставах через парламент.
Среди них школы Маклсфилда и Болтона, чьи имена вписаны в историю в названиях принятых парламентом узаконений (актов): Macclesfield Grammar School Act (1774) и Bolton Grammar School Act (1788).
Спор между опекунами и учителем школы в Лидсе (Leeds Grammar School) по поводу учебной программы дошёл до высшей апелляционной инстанции — Канцлерского суда. Иск затянулся на 10 лет, и лишь в 1805 году лорд Элдон — тогдашний лорд-канцлер — вынес определение, что

…нет никаких правомочий, чтобы изменить существо изначального благотворительного акта, и заполнить школу, изначально созданную для обучения греческому и латыни, учениками, пришедшими для изучения немецкого и французского языков, математики, и всякого иного помимо греческого и латыни.
Оригинальный текст (англ.)
…here is no authority for thus changing the nature of the Charity, and filling a School intended for the purpose of teaching Greek and Latin with Scholars learning the German and French languages, mathematics, and anything except Greek and Latin.

Хотя лорд-канцлер и предложил компромисс, позволявший дополнить классическое ядро образовательной программы некоторыми дисциплинами, вынесенное им определение создало ограничительный прецедент для grammar schools по всей Англии. Казалось, что вся система этих школ близится к упадку.

### Викторианская эпоха
В XIX веке grammar schools прошли через ряд реформ, кульминацией которых стало принятие в 1869 году Закона о благотворительных школах (англ. Endowed Schools Act). Grammar schools были воссозданы как академически ориентированные средние школы, работающие по учебным планам с литературным или научным уклоном, зачастую сохраняющие в своей программе и классические дисциплины.
Закон 1840 года (en:Grammar Schools Act) легализовал использование школами поступающих платежей на цели помимо обучения классическим языкам, но такое изменение всё ещё требовало согласия учителя. Тем временем, реорганизация национальных школ шла по направлениям, которые были разработаны Томасом Арнольдом при перестройке программы в школе г. Регби. Бурное строительство железных дорог, обеспечивших страну современной транспортной инфраструктурой, послужило предпосылкой к открытию нового типа школ-интернатов (boarding schools) с расширенным учебным планом; в качестве примера можно указать Колледж Марлборо (осн. 1843). Первыми женскими школами, нацеленными на подготовку к поступлению в университет, были Университетская школа Северного Лондона (осн. в 1850) и Колледж Челтнемских леди (после прихода туда в 1858 году Доротеи Бил).
В 1860-е годы система школ вступает в этап решительных реформ. В 1861 году для рассмотрения жалоб на руководство Итонского колледжа создаётся Комиссия Кларендона. Круг её полномочий был расширен: комиссии была поставлена задача изучить положение дел не в одной, а в девяти крупнейших школах Англии (Итон, Винчестер, Вестминстер, Чартерхаус, Св. Павла, Нортвуд, Хэрроу, Регби и Шрусбери). Итогом её работы стало принятие в 1868 году Закона о Public Schools (англ. Public Schools Act) и реструктуризация системы финансирования вышеназванных девяти школ.
Следом за этим была создана Комиссия Тонтона, перед которой была поставлена задача изучить оставшиеся 782 благотворительных грамматических школ (англ. endowed grammar schools, то есть изначально созданных с привлечением благотворительных пожертвований). Комиссия доложила, что распределение школ по стране неадекватно демографической ситуации, что качество образования и условия его предоставления существенно различается между школами, причём наиболее существенные ограничения имеют место в отношении обучения девочек.
Комиссия предложила создать общегосударственную систему среднего образования и перестроить финансирование этих школ в соответствии с современными задачами. Итогом работы комиссии стал Закон о благотворительных школах (англ. Endowed Schools Act), по которому, в частности, создали Комиссию по благотворительным школам (англ. Endowed Schools Commission). Комиссию наделили широкими полномочиями в отношении благотворительных фондов (англ. endowments) этих школ; как говорили, она

могла превратить мужскую школу в Нортамберленде в женскую школу в Корнуолле.
Оригинальный текст (англ.)
could turn a boys’ school in Northumberland into a girls’ school in Cornwall.

Школы Англии и Уэльса, изначально наделённые фондами на условиях бесплатного получения мальчиками классического образования, были преобразованы в платные заведения, преподающие широкий набор дисциплин мальчикам либо девочкам, где лишь незначительное число мест, предоставлялось бесплатно, на конкурсной основе..
В викторианскую эпоху особенный акцент делался на самоусовершенствовании, и родители, стремившиеся дать своим детям приличное образование, инициировали создание новых школ с современными учебными планами, в которых часто сохранялось и классическое ядро. В целом, эти обновлённые школы брали за пример престижные частные школы Великобритании (англ. public schools), копируя их учебные планы, идеалы и целеустремления, часто принимая при этом именование «grammar school» в силу исторической традиции.
Если в городе, где уже существовала grammar school для мальчиков, вновь открывалась школа для девочек, то последней обычно давалось название «Высшая школа» (англ. High School).
Под Закону об организационных началах образования 1907 года (англ. Education (Administrative Provisions) Act), все средние школы, получающие средства из благотворительных источников, были обязаны предоставлять как минимум 25 % мест в форме бесплатных стипендий выпускникам государственных начальных школ (англ. public elementary schools). Тем самым grammar school превратилась в один из конструктивных элементов системы народного образования Англии и Уэльса, просуществовавшей до 1944 года.

### Трёхзвенная система образования
Закон об образовании 1944 года англ. Education Act 1944 создал в Англии и Уэльсе первую общегосударственную систему финансируемого государством среднего образования (аналогичный закон в Северной Ирландии принят в 1947 году). Промежуточное звено трёхзвенной системы (англ. Tripartite System) назвали грамматической школой (grammar schoool), тем самым как бы передавая новым средним школам академический дух прежних школ, существовавших под этим именем. Школы среднего звена предназнались для преподавания «академической» программы лишь 25 % школьников, подтвердивших свои интеллектуальные способности экзаменом «одиннадцать с половиной» (англ. eleven plus).

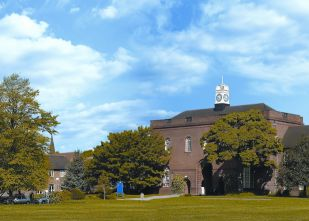
Grammar School в Манчестере, крупнейшая и наиболее известная из школ, получавших целевые дотации

По новому закону создавались два типа средних школ:
- Более 1200 grammar schools государство финансировало полностью (далее — «бюджетные» англ. maintained средние школы. Немногие из них были старинными, большинство же открылось либо недавно, либо начиная с викторианской эпохи, когда старались воссоздать дух прилежания и целеустремлённости, царивший в grammar schools прежних времён.
- 179 школ получали поддержку от государства в форме целевых дотаций (англ. direct grant), набирая на эти средства от ¼ до ½ учеников по направлению от государственных органов, а остальных за плату, вносимую родителями. В своей работе они были более свободны от опеки местных властей; все они состояли в Конференции директоров школ (англ. Headmasters’ Conference; общественная организация). В числе дотационных школ стала известна Манчестерская Grammar School, директор которой, лорд Джеймс Расхолмский (англ. James of Rusholme), был одним из наиболее откровенных адвокатов трёхзвенной системы[17].

По сравнению с другими школьниками Англии перед учениками grammar schools открывались наилучшие возможности в государственной системе. Первоначально им выдавался один из двух видов документа о среднем образовании: аттестат школы (англ. School Certificate) либо аттестат высшей школы (англ. Higher School Certificate). В 1951 году их заменили на единый аттестат об образовании (англ. General Certificate of Education), в котором сданные экзамены делились на две категории:
- O (англ. Ordinary level) — обычный уровень, и
- A (англ. Advanced level) — прогрессивный уровень.

В отличие от grammar schools, лишь немногие выпускники «новых средних школ» (англ. secondary modern school) проходили процедуру сдачи государственных экзаменов (англ. public examinations), пока в 1960-е для них не ввели облегчённый в академическом плане стандарт — аттестат среднего образования (CSE, англ. Certificate of Secondary Education).
До тех пор, пока в те же годы по докладу комиссии Роббинса (англ. Robbins Report) не были предприняты контрмеры, выпускники государственных (англ. public schools) и «грамматических» (grammar schools) средних школ благодаря уровню своего образования фактически перекрывали другим абитуриентам доступ в университеты. Эти школы были единственными, которые предлагали дополнительный год обучения для подготовки учеников к сдаче достаточно сложных вступительных экзаменов в Оксфорд и Кембридж.
В период между 1965 (издание циркуляра № 10/65) и 1976 годом (принятие нового закона об образовании, англ. 1976 Education Act) происходил демонтах трёхзвенной системы образования, и в итоге она была практически отменена.
Некоторые «бюджетные» (maintained) grammar schools были закрыты, а большинство — слиты с другими местными школами; на этой основе создавались единые для соответствующей округи (микрорайона) окружные общеобразовательные школы (англ. neighbourhood comprehensive schools) с всесторонним набором учебных программ. В Уэльсе этот процесс ускорился с закрытием таких известных школ, как Коубриджская (en:Cowbridge Grammar School). В Англии же, где этим реформам противостояли некоторые графства и отдельные школы, дело подвигалось с переменным успехом.
Против grammar schools, получавших прямые дотации на бесплатное обучение школьников
(англ. Direct Grant Grammar Schools, в 1975 году была издана Инструкция об отмене дотаций (англ. Cessation of Grant Regulations), что заставило их решить: либо снизиться до статуса общеобразовательных окружных школ (англ. comprehensives) под контролем местных властей, либо стать полностью независимыми, но существовать только на плату за обучение, взимаемую с учеников. В результате 51 дотационную школу превратили в общеобразовательную, 119 перешли на полностью платное обучение, а 5 школ признали неприемлемыми для продолжения дотирования, и их должны были либо закрыть, либо превратить в полностью платные. Таким образом в Великобритании оказалась масса школ, носящих название grammar schools, но более не являющихся бесплатными. Эти школы обычно набирают учеников через вступительные экзамены, и иногда по результатам собеседования.
К концу 1980-х годов все grammar schools Уэльса и большинство таких же школ Англии были закрыты или превращены в общеобразовательные. (В тот же период аналогичным образом лишились своей селективности (англ. selection) дотационные школы Шотландии). И хотя многие бывшие grammar schools перестали быть селективными, некоторые из них всё-таки сохранили слово «grammar» в своём наименовании. Большинство этих школ остаётся общеобразовательными, хотя в 1990-е годы некоторые из них вновь стали полностью или частично селективными.

### Grammar schools в современной Великобритании
Сегодня под «grammar school» обычно понимается одна из школ Англии или Северной Ирландии, остающихся полностью селективными и получающими дотации из бюджета. Национальная ассоциация Grammar Schools ведёт кампанию в их поддержку,, в то время как против них ведутся кампании «За общеобразовательное будущее» (англ. Comprehensive Future) и «За государственное народное образование» (англ. Campaign for State Education).